# Гетто в Самотевичах
Гетто в Самоте́вичах (август — ноябрь 1941) — еврейское гетто, место принудительного переселения евреев деревни Самотевичи Костюковичского района Могилёвской области и близлежащих населённых пунктов в процессе преследования и уничтожения евреев во время оккупации территории Белоруссии войсками нацистской Германии в период Второй мировой войны.

## Оккупация Самотевичей и создание гетто
Деревня Самотевичи была захвачена немецкими войсками с 12 августа 1941 года до 28 сентября 1943 года.
После оккупации немцы, реализуя нацистскую программу уничтожения евреев, организовали в местечке гетто.

## Уничтожение гетто
Гетто в деревне просуществовало до ноября 1941 года. По другим данным, гетто было уничтожено 30 ноября 1942 года.
В один из дней немцы и полицейские пригнали всех ещё живых местных евреев к заранее вырытому рву, приказали снять обувь и одежду и ложиться в яму. Первыми убили стариков и детей. Крики обречённых людей были слышны во всей округе. От разрыва сердца умерла З. Шейнина. Мальчик Х. Гутин не смог быстро снять ботинок, и убийцы ждали, пока он разуется, затем застрелили его. Л. Литвин, раненая, пыталась ночью выбраться из могилы, но не смогла и умерла на краю ямы.
Число убитых во время этой «акции» (таким эвфемизмом нацисты называли организованные ими массовые убийства) — 169 (около 200) человек.

## Память
Опубликованы неполные списки жертв геноцида евреев в Самотевичах
На братской могиле на юго-восточной окраине деревни в 1957 году был установлен обелиск с неправильной (1943 год) датой расстрела. В 2013 году этот памятник заменен на новый — тоже с неправильной (1942 год) датой.